# Parroquia del Santísimo Salvador de Tala
La Parroquia del Santísimo Salvador de Tala es una iglesia católica situada en la ciudad de Tala, Uruguay. 

## Historia

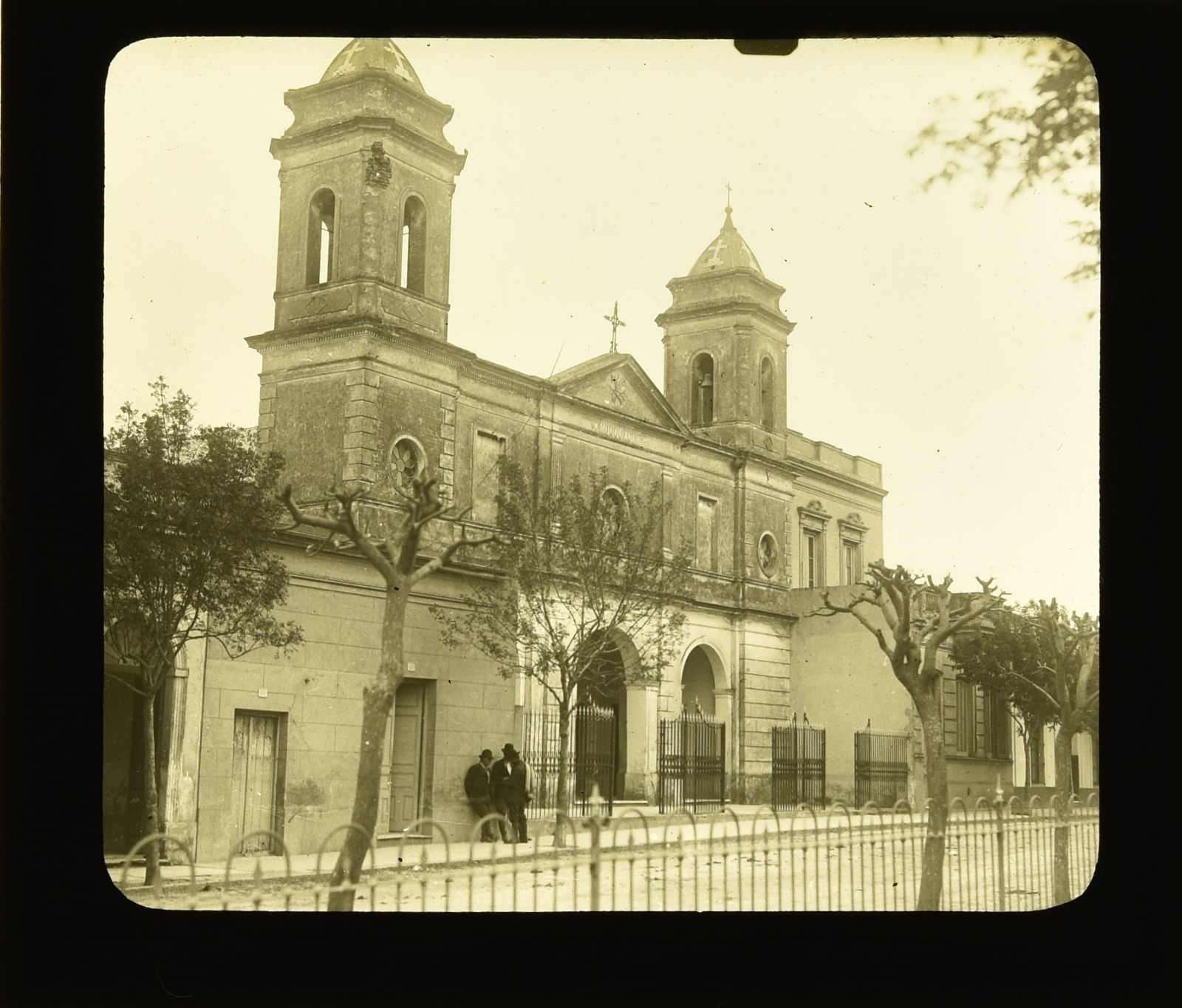
Iglesia del Santísimo Salvador

En el año 1862 el obispo de Montevideo, Jacinto Verá ordena la construcción de un  templo en la ciudad de Tala, a modo de sustituir a la entonces Capilla de San Salvador del Pedernal. Para la construcción del mismo, se convocaría a Carlos Castelli.
La nueva parroquia, de estilo romano, sería finalmente inaugurada en 1863.  Su estructura consta de tres amplías naves, un campanario en el centro y dos torres en ambos laterales. 

## Interiores
En su interior se encuentran dos imágenes dedicadas a Jesús, una de ellas fue tallada en madera y realizada en Barcelona, mientras que la otra fue traída desde Francia por el cura vicario Anacleto Fuentes y Vera, y esta realizada en cartón y piedra. 
El templo es también lugar de reposo de los restos del Padre Santiago Borrazas.